# Rhynchospora holoschoenoides
Rhynchospora holoschoenoides là loài thực vật có hoa trong họ Cói. Loài này được (Rich.) Herter miêu tả khoa học đầu tiên năm 1953.